# Branville-Hague
Branville-Hague és un municipi delegat francès al departament de la Manche (regió de Normandia). L'1 de gener de 2017 va fusionar amb el municipi nou de La Hague. L'any 2007 tenia 160 habitants.

## Demografia

### Població
El 2007 la població de fet de Branville-Hague era de 160 persones. Hi havia 58 famílies de les quals 8 eren unipersonals (8 homes vivint sols), 15 parelles sense fills, 27 parelles amb fills i 8 famílies monoparentals amb fills.
La població ha evolucionat segons el següent gràfic:
Habitants censats

### Habitatges
El 2007 hi havia 57 habitatges, 55 eren l'habitatge principal de la família i 2 estaven desocupats. Tots els 56 habitatges eren cases. Dels 55 habitatges principals, 39 estaven ocupats pels seus propietaris, 14 estaven llogats i ocupats pels llogaters i 1 estava cedit a títol gratuït; 1 tenia dues cambres, 7 en tenien tres, 9 en tenien quatre i 38 en tenien cinc o més. 42 habitatges disposaven pel capbaix d'una plaça de pàrquing. A 22 habitatges hi havia un automòbil i a 32 n'hi havia dos o més.

### Piràmide de població
La piràmide de població per edats i sexe el 2009 era:
| Homes | Edats   | Dones |
| ----- | ------- | ----- |
| 0     | 95 o +  | 0     |
| 0     | 90 a 94 | 0     |
| 0     | 85 a 89 | 0     |
| 0     | 80 a 84 | 0     |
| 4     | 75 a 79 | 0     |
| 0     | 70 a 74 | 4     |
| 0     | 65 a 69 | 0     |
| 0     | 60 a 64 | 0     |
| 0     | 55 a 59 | 4     |
| 4     | 50 a 54 | 4     |
| 4     | 45 a 49 | 0     |
| 8     | 40 a 44 | 8     |
| 8     | 35 a 39 | 4     |
| 8     | 30 a 34 | 8     |
| 0     | 25 a 29 | 0     |
| 0     | 20 a 24 | 0     |
| 4     | 15 a 19 | 4     |
| 4     | 10 a 14 | 4     |
| 0     | 5 a 9   | 4     |
| 0     | 0 a 4   | 0     |

## Economia
El 2007 la població en edat de treballar era de 94 persones, 80 eren actives i 14 eren inactives. De les 80 persones actives 77 estaven ocupades (40 homes i 37 dones) i 4 estaven aturades (4 dones i 4 dones). De les 14 persones inactives 5 estaven jubilades, 6 estaven estudiant i 3 estaven classificades com a «altres inactius».

### Ingressos
El 2009 a Branville-Hague hi havia 57 unitats fiscals que integraven 165 persones, la mediana anual d'ingressos fiscals per persona era de 16.697 €.

### Activitats econòmiques
Dels 2 establiments que hi havia el 2007, 1 era d'una empresa extractiva i 1 d'una empresa d'informació i comunicació.
L'any 2000 a Branville-Hague hi havia 7 explotacions agrícoles que ocupaven un total de 316 hectàrees.

## Poblacions properes
El següent diagrama mostra les poblacions més properes.